# Robert Trent Jones jr.

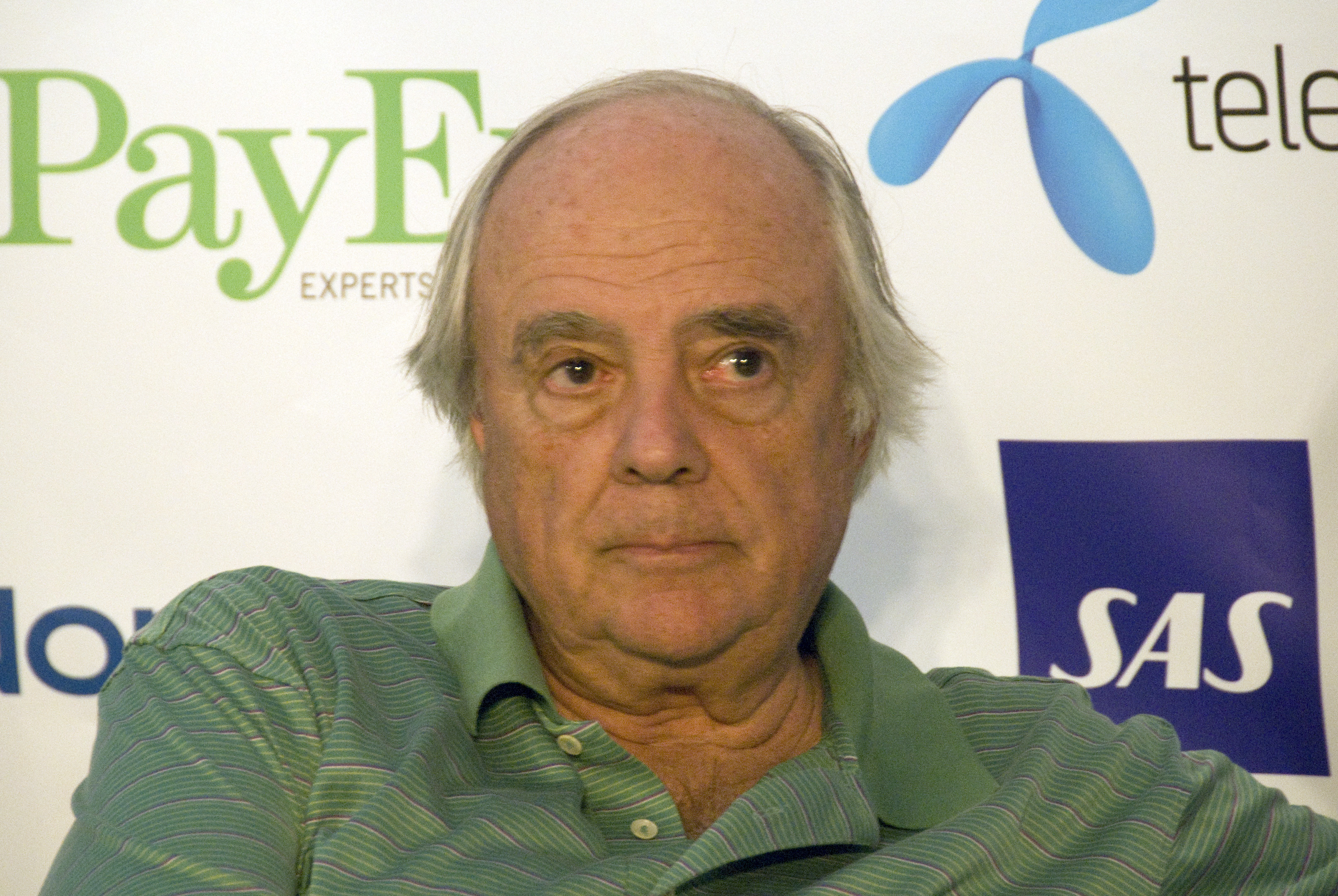
Robert Trent Jones jr.

Robert Trent Jones Jr (Montclair, New Jersey, 2 juli 1939), ook bekend als Bobby Trent Jones, is een Amerikaans golfarchitect.

## Biografie
Trent Jones is de zoon van Robert Trent Jones en de broer van Rees Jones, allen zijn bekende golfbaanarchitecten. Na zijn studie aan de Stanford Universiteit ging Bobby Trent Jones bij zijn vader werken. Na enkele jaren werd hij onderdirecteur van Robert Trent Jones Incorporated en in 1962 werd hij verantwoordelijk voor alles wat het bedrijf aan de westkust van de Verenigde Staten deed. In 1960 begon hij zelf banen te ontwerpen en in 1970 richtte hij in Palo Alto zijn eigen bedrijf op, Robert Trent Jones II. Hij werd president van de American Society of Golf Course Architects. Hij publiceerde 'Golf by Design' om uit te leggen wat er allemaal achter een ontwerp van een golfbaan steekt.

## Ontwerpen

#### Robert Trent Jones Incorporated
- Silverado-South, Northern Californië (1967)
- Eugene Country Club, Oregon (1968)
- Karuizawa Golf, Japan (1972)

#### Robert Trent Jones II Company
- Princeville Resort Kauai, Hawaï
- The Prince Golf Course, Kauai, Hawaï
- Lansdowne Resort, Leesburg, Virginia
- Silverado Country Club, Napa, Californië (1966)
- Arrowhead, Colorado (1974)
- Sheraton Steamboat Springs, Colorado (1974)
- Keystone Ranch, Colorado (1980)
- Cochiti Lake, New Mexico (1980)
- Waikoloa Beach, Hawaï (1981)
- Sunriver-North (Woodlands), Sunriver, Oregon (1982)
- Joondalup, Western Australia (1985)
- Poppy Hills, Monterey, Californië (1986)
- Sugarloaf, Carrabassett Valley, Maine (1986)
- Le Triomphe Golf and Country Club, Louisiana (1986)
- Links at Spanish Bay, Californië (1987)
- Edinburgh USA Golf Club, Brooklyn Park, Minnesota (1987)
- Desert Dunes Golf Club, Desert Hot Springs, Californië (1988)
- The National, Melbourne, Australië (1988)
- Deer Creek, Overland Park, Kansas (1989)
- Highland Springs Country Club, Springfield, Missouri (1989)
- Windsor Polo Club, Vero Beach, Florida (1990)
- University Ridge, Verona, Wisconsin (1991)
- The Orchards, Detroit, Michigan (1993)
- The Mines, Kuala Lumpur, Maleisië (1994)
- Moscow Country Club, Krasnogorsk, Greater Moscow, Rusland (1994)
- Tierra Del Sol Golf Course, Aruba (1995)
- Eagle Point Golf Club, Medford, Oregon (1995)
- Jockey Club Kau Sai Chau Public Golf Course (1995)
- Raven at Sabino Springs, Tucson, Arizona (1995)
- Estrella del Mar at Mazatlan, Mexico (1996)
- Royal Springs Golf Course, Srinagar, J&K, India
- Pulai Springs Resort Berhad, Johor, Maleisië
- Long Island National Golf Course, New York
- Raffles Country Club, Singapore
- Pueblo de Oro Golf & Country Club, Cagayan de Oro City, Filipijnen (1998)
- ThunderHawk Golf Club, Beach Park, Illinois (1999)
- Ayala greenfield estates, Laguna, Filipijnen (2000)
- Charter Oak Country Club, Hudson, Massachusetts (2001)
- Reef Club, Grand Bahama Island (2000)
- The Blessings golf course, Fayetteville, Arkansas (2004)
- Three Crowns Golf Club, Casper, Wyoming (2005)
- Sunday River Golf Club, Newry, Maine (2005)
- Osprey Meadows at Tamarack Resort, Donnelly, Idaho (2006)
- Chambers Bay, University Place, Washington D.C. (2007)
- University Ridge, Verona, Wisconsin (2007)
- Golf de Bondues, Frankrijk
- Miklagard Golf Club, Oslo, Noorwegen (2002)
- Bjaavann Golfklubb, Kristiansand, Noorwegen (2005)
- Holtsmark Golfclub, Sylling, Noorwegen (2006)
- Lake Shastina Golf Resort, Weed, Californië
- Rainbow Hills Golf Club, Zuid-Korea
- Bro Hof Slott Golf Club, Stockholm, Zweden
- Kaluhyat Golf Club, Verona, New York
- Ocean Pines Golf and Country Club (Berlin, Maryland)